# Chrám Neposkvrněného početí Panny Marie (Moskva)

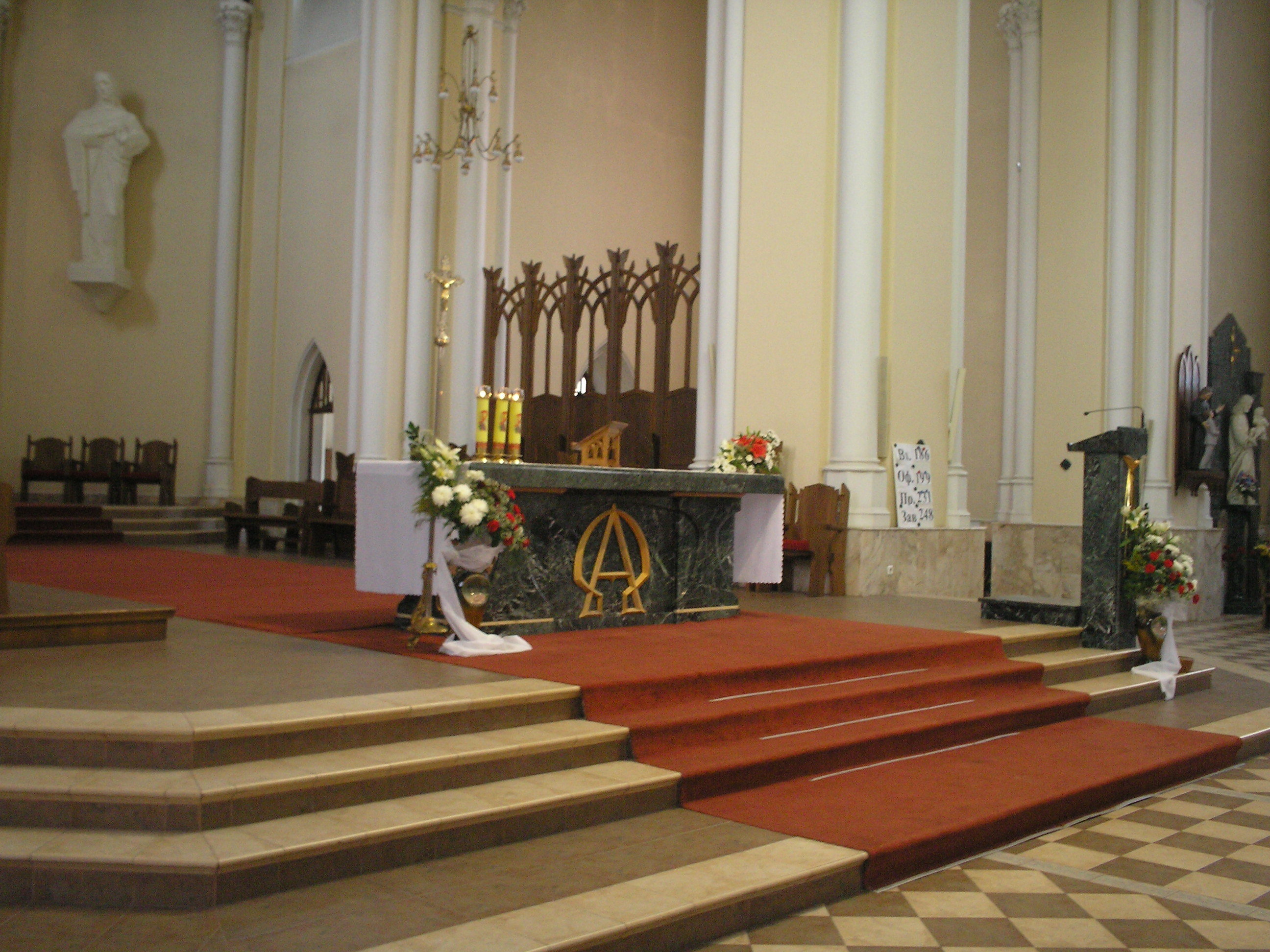
Oltář v katedrále

Chrám Neposkvrněného početí Panny Marie (rusky Собор Непорочного Зачатия Пресвятой Девы Марии, polsky Katedra Niepokalanego Poczęcia Najświętszej Marii Panny) je římskokatolická katedrála v hlavním městě Ruska, Moskvě. Je jedním ze dvou katolických kostelů v Moskvě a největším v Rusku. Jako památkově chráněná budova je zařazena mezi ruské kulturní památky.

## Dějiny
Chrám byl vybudován zejména pro potřeby polských katolíků v Moskvě, jichž zde na konci 19. století žilo kolem 30 000. Byl vybudován z příspěvků katolíků z celého Ruského impéria i zahraničí, ale zejména z Polska a Běloruska. Budoval se v letech 1901 až 1911 v novogotickém stylu podle plánů architekta T.B. Dworzeckého. Vysvěcen byl 21. prosince 1911. Mezi lety 1938 a 1996 byl komunisty uzavřen.

## Současnost
Snahy o návrat chrámu katolíkům se objevovaly již v roce 1990. V tomto roce se konaly katolické bohoslužby před chrámem, neboť snahy o jeho vrácení nebyly zcela úspěšné a budova byla v dezolátním stavu. Katolická církev ho získala zpět v roce 1996 a hned začala nákladná rekonstrukce. Chrám slavnostně v roce 1999 vysvětil kardinál Angelo Sodano a získal status katedrály. V chrámu je místo pro 5 000 věřících. Slouží se v něm bohoslužby nejen v ruském jazyce, ale také v polském, anglickém, korejském, španělském, latinském a arménském jazyce.